# تصفيات كأس آسيا لكرة الصالات للسيدات 2025
تصفيات كأس آسيا لكرة الصالات للسيدات 2025-أقيمت تصفيات لتحديد تسعة من بين 12 فريقًا مشاركًا في كأس آسيا لكرة الصالات للسيدات 2025م في الصين. وهذه هي المرة الأولى التي تقام 
فيها بطولة مخصصة لكأس آسيا لكرة الصالات للسيدات. 

## الفرق
بلغ إجمالي عدد الاتحادات الأعضاء في الاتحاد الآسيوي لكرة القدم المؤهلة لدخول عملية التأهل 47 اتحادًا. وجزر ماريانا الشمالية، التي لا ينتمي اتحادها إلى الاتحاد الدولي لكرة القدم (فيفا)، لن تكون من الفرق المؤهلة للتأهل لكأس العالم لكرة الصالات للسيدات 2025م. وقد شارك في المسابقة 19 فريقًا (من أصل 47)، بما في ذلك 9 مشاركين لم يشاركوا في النسخة السابقة. وهناك 25 فريقًا، بما في ذلك بنجلاديش وماليزيا التي شاركت في النسخة السابقة، لم تشاركا في التصفيات وتم إدراجهما أدناه. الفرق التالية التي تحمل علامة النجمة هي الفرق التي لم يكن لديها فريق كرة الصالات للسيدات على الإطلاق. 
- أفغانستان
- بنغلاديش
- بوتان*
- بروناي*
- كمبوديا*
- كوريا الشمالية*
- تيمور الشرقية*
- غوام
- الأردن
- كوريا الجنوبية*
- لاوس
- ماليزيا
- المالديف*
- منغوليا*
- نيبال*
- جزر ماريانا الشمالية*
- عمان
- قطر
- السعودية
- سنغافورة*
- سريلانكا*
- سوريا
- طاجيكستان
- الإمارات العربية المتحدة
- اليمن*

### القرعة
أجريت القرعة في 17 أكتوبر 2024م في مقر الاتحاد الآسيوي لكرة القدم في كوالالمبور، ماليزيا. 

### التصنيف
تم تصنيف الفرق التي شاركت في البطولة النهائية للنسخة السابقة من المراكز: الأول حتى الثالث عشر حسب أدائها في تلك البطولة. أما الفرق الأخرى، التي لم تشارك في النسخة السابقة، فلم تكن مصنفة.
التصنيف النهائي 
| م  | الفريق         | لعب | ف | ت | خ | أ.له | أ.ع | أ.ف | نقاط | Final result                                                                       |
| -- | -------------- | --- | - | - | - | ---- | --- | --- | ---- | ---------------------------------------------------------------------------------- |
| 1  | إيران          | 5   | 5 | 0 | 0 | 37   | 6   | +31 | 15   | Champions and runners-up (Already qualified for 2025 AFC Women's Futsal Asian Cup) |
| 2  | اليابان        | 6   | 5 | 0 | 1 | 33   | 12  | +21 | 15   | Champions and runners-up (Already qualified for 2025 AFC Women's Futsal Asian Cup) |
| 3  | تايلاند        | 6   | 3 | 2 | 1 | 31   | 4   | +27 | 11   | Third place                                                                        |
| 4  | فيتنام         | 6   | 4 | 1 | 1 | 13   | 7   | +6  | 13   | Fourth place                                                                       |
|    |                |     |   |   |   |      |     |     |      |                                                                                    |
| 5  | إندونيسيا      | 4   | 2 | 1 | 1 | 13   | 3   | +10 | 7    | Eliminated in quarter-finals                                                       |
| 6  | الصين          | 4   | 2 | 0 | 2 | 17   | 12  | +5  | 6    | Qualified as hosts                                                                 |
| 7  | أوزبكستان      | 3   | 1 | 0 | 2 | 6    | 15  | −9  | 3    | Eliminated in quarter-finals                                                       |
| 8  | تايبيه الصينية | 4   | 2 | 0 | 2 | 11   | 10  | +1  | 6    | Eliminated in quarter-finals                                                       |
|    |                |     |   |   |   |      |     |     |      |                                                                                    |
| 9  | ماليزيا        | 3   | 1 | 0 | 2 | 10   | 8   | +2  | 3    | Eliminated in group stage                                                          |
| 10 | هونغ كونغ      | 3   | 1 | 0 | 2 | 7    | 10  | −3  | 3    | Eliminated in group stage                                                          |
| 11 | لبنان          | 3   | 1 | 0 | 2 | 4    | 13  | −9  | 3    | Eliminated in group stage                                                          |
| 12 | تركمانستان     | 2   | 0 | 0 | 2 | 1    | 17  | −16 | 0    | Eliminated in group stage                                                          |
| 13 | البحرين        | 3   | 0 | 0 | 3 | 4    | 21  | −17 | 0    | Eliminated in group stage                                                          |
| 14 | بنغلاديش       | 3   | 0 | 0 | 3 | 2    | 20  | −18 | 0    | Eliminated in group stage                                                          |
| 15 | ماكاو          | 3   | 0 | 0 | 3 | 0    | 31  | −31 | 0    | Eliminated in group stage                                                          |

### الأوعية
خلال إجراء القرعة يتم توزيع الفرق المشاركة على أربعة مجموعات، وذلك بناءً على الترتيب النهائي للنسخة السابقة من المسابقة. حيث يتم وضع الفرق التي لم تشارك في النسخة السابقة ولم يتم تصنيفها في الوعاء الرابع. وفي بداية القرعة، تم وضع الاتحادات المضيفة بشكل منفصل في وعاء مضيف إضافي لضمان وضعها في مجموعات مختلفة. سيتم توزيع الاتحادات المضيفة على كل مجموعة بناءً على تصنيفها، وفقًا لمبادئ تخصيص الوعاء. 
|                | الوعاء 1                                         | الوعاء الثاني                                         | الوعاء 3            | الوعاء الرابع                                                                             |
| -------------- | ------------------------------------------------ | ----------------------------------------------------- | ------------------- | ----------------------------------------------------------------------------------------- |
| الفرق المضيفة  | 1. تايلاند (H) 2. إندونيسيا (H) 3. أوزبكستان (H) |                                                       |                     | 1. ميانمار (H)                                                                            |
| الفرق المتبقية | 1. فيتنام                                        | 1. تايبيه الصينية 2. هونغ كونغ 3. لبنان 4. تركمانستان | 1. البحرين 2. ماكاو | 1. أستراليا 2. الهند 3. العراق 4. الكويت 5. قرغيزستان 6. باكستان (W) 7. فلسطين 8. الفلبين |

ملحوظات
- تأهلت الفرق المكتوبة بخط غامق إلى البطولة النهائية.
- (H): مضيفو مجموعة التأهيل.
- (W): انسحب بعد التعادل.

## المجموعات

### كسر التعادل
يتم تصنيف الفرق وفقًا لعدد النقاط (3 نقاط للفوز، ونقطة واحدة للتعادل، و0 نقطة للخسارة)، وإذا تعادلت الفرق في النقاط، يتم تطبيق معايير كسر التعادل التالية، بالترتيب الموضح، من أجل تحديد التصنيف: 
1. النقاط في المباريات المباشرة بين الفرق المتعادلة؛
2. فارق الأهداف في المباريات المباشرة بين الفرق المتعادلة؛
3. الأهداف المسجلة في المباريات المباشرة بين الفرق المتعادلة؛
4. إذا تعادل أكثر من فريقين، وبعد تطبيق جميع معايير المواجهات المباشرة المذكورة أعلاه، لا تزال مجموعة فرعية من الفرق متعادلة، يتم إعادة تطبيق جميع معايير المواجهات المباشرة المذكورة أعلاه حصريًا على هذه المجموعة الفرعية من الفرق؛
5. فارق الأهداف في جميع مباريات المجموعة؛
6. الأهداف المسجلة في جميع مباريات المجموعة؛
7. ركلات الترجيح إذا تعادل فريقان فقط ويلعبان مع بعضهما البعض في الجولة الأخيرة من المجموعة؛
8. النقاط التأديبية (البطاقة الصفراء = -1 نقطة، البطاقة الحمراء نتيجة بطاقتين صفراوين = -3 نقاط، البطاقة الحمراء المباشرة = -3 نقاط، البطاقة الصفراء تليها بطاقة حمراء مباشرة = -4 نقاط)؛
9. سحب القرعة.

### المجموعة A
| م | الفريق      | لعب | ف | ت | خ | أ.له | أ.ع | أ.ف | نقاط | التأهل           |
| - | ----------- | --- | - | - | - | ---- | --- | --- | ---- | ---------------- |
| 1 | تايلاند (H) | 4   | 4 | 0 | 0 | 22   | 3   | +19 | 12   | Final tournament |
| 2 | البحرين     | 4   | 2 | 1 | 1 | 14   | 10  | +4  | 7    | Final tournament |
| 3 | فلسطين      | 4   | 1 | 1 | 2 | 6    | 12  | −6  | 4    |                  |
| 4 | العراق      | 4   | 1 | 1 | 2 | 9    | 18  | −9  | 4    |                  |
| 5 | لبنان       | 4   | 0 | 1 | 3 | 2    | 10  | −8  | 1    |                  |

| البحرين | 1–1   | لبنان |
| ------- | ----- | ----- |
|         | تقرير |       |

| العراق | 1–1   | فلسطين |
| ------ | ----- | ------ |
|        | تقرير |        |

| العراق | 5–9   | البحرين |
| ------ | ----- | ------- |
|        | تقرير |         |

| فلسطين | 1–8   | تايلاند |
| ------ | ----- | ------- |
|        | تقرير |         |

| لبنان | 0–3   | فلسطين |
| ----- | ----- | ------ |
|       | تقرير |        |

| تايلاند | 7–1   | العراق |
| ------- | ----- | ------ |
|         | تقرير |        |

| لبنان | 1–2   | العراق |
| ----- | ----- | ------ |
|       | تقرير |        |

| البحرين | 1–3   | تايلاند |
| ------- | ----- | ------- |
|         | تقرير |         |

| فلسطين | 1–3   | البحرين |
| ------ | ----- | ------- |
|        | تقرير |         |

| تايلاند | 4–0   | لبنان |
| ------- | ----- | ----- |
|         | تقرير |       |

### المجموعة B
| م | الفريق        | لعب | ف | ت | خ | أ.له | أ.ع | أ.ف | نقاط | التأهل           |
| - | ------------- | --- | - | - | - | ---- | --- | --- | ---- | ---------------- |
| 1 | إندونيسيا (H) | 3   | 3 | 0 | 0 | 22   | 3   | +19 | 9    | Final tournament |
| 2 | هونغ كونغ     | 3   | 2 | 0 | 1 | 9    | 5   | +4  | 6    | Final tournament |
| 3 | قرغيزستان     | 3   | 1 | 0 | 2 | 7    | 18  | −11 | 3    |                  |
| 4 | الهند         | 3   | 0 | 0 | 3 | 3    | 15  | −12 | 0    |                  |
| 5 | باكستان       | 0   | 0 | 0 | 0 | 0    | 0   | 0   | 0    | Withdrew         |

| هونغ كونغ | 5–0   | الهند |
| --------- | ----- | ----- |
|           | تقرير |       |

| إندونيسيا | 11–3  | قرغيزستان |
| --------- | ----- | --------- |
|           | تقرير |           |

| قرغيزستان | 0–4   | هونغ كونغ |
| --------- | ----- | --------- |
|           | تقرير |           |

| الهند | 0–6   | إندونيسيا |
| ----- | ----- | --------- |
|       | تقرير |           |

| الهند | 3–4   | قرغيزستان |
| ----- | ----- | --------- |
|       | تقرير |           |

| إندونيسيا | 5–0   | هونغ كونغ |
| --------- | ----- | --------- |
|           | تقرير |           |

### المجموعة C
| م | الفريق        | لعب | ف | ت | خ | أ.له | أ.ع | أ.ف | نقاط | التأهل           |
| - | ------------- | --- | - | - | - | ---- | --- | --- | ---- | ---------------- |
| 1 | أستراليا      | 4   | 4 | 0 | 0 | 16   | 3   | +13 | 12   | Final tournament |
| 2 | أوزبكستان (H) | 4   | 2 | 1 | 1 | 15   | 8   | +7  | 7    | Final tournament |
| 3 | الفلبين       | 4   | 2 | 1 | 1 | 10   | 6   | +4  | 7    | Final tournament |
| 4 | تركمانستان    | 4   | 1 | 0 | 3 | 7    | 17  | −10 | 3    |                  |
| 5 | الكويت        | 4   | 0 | 0 | 4 | 4    | 18  | −14 | 0    |                  |

| أستراليا | 6–1   | تركمانستان |
| -------- | ----- | ---------- |
|          | تقرير |            |

| الكويت | 1–4   | الفلبين |
| ------ | ----- | ------- |
|        | تقرير |         |

| الفلبين | 3–3   | أوزبكستان |
| ------- | ----- | --------- |
|         | تقرير |           |

| الكويت | 0–5   | أستراليا |
| ------ | ----- | -------- |
|        | تقرير |          |

| تركمانستان | 0–2   | الفلبين |
| ---------- | ----- | ------- |
|            | تقرير |         |

| أوزبكستان | 5–0   | الكويت |
| --------- | ----- | ------ |
|           | تقرير |        |

| تركمانستان | 4–3   | الكويت |
| ---------- | ----- | ------ |
|            | تقرير |        |

| أستراليا | 3–1   | أوزبكستان |
| -------- | ----- | --------- |
|          | تقرير |           |

| أستراليا | 2–1   | الفلبين |
| -------- | ----- | ------- |
|          | تقرير |         |

| أوزبكستان | 6–2   | تركمانستان |
| --------- | ----- | ---------- |
|           | تقرير |            |

### المجموعة D
| م | الفريق         | لعب | ف | ت | خ | أ.له | أ.ع | أ.ف | نقاط | التأهل           |
| - | -------------- | --- | - | - | - | ---- | --- | --- | ---- | ---------------- |
| 1 | فيتنام         | 3   | 2 | 1 | 0 | 28   | 3   | +25 | 7    | Final tournament |
| 2 | تايبيه الصينية | 3   | 2 | 1 | 0 | 24   | 2   | +22 | 7    | Final tournament |
| 3 | ميانمار (H)    | 3   | 1 | 0 | 2 | 13   | 10  | +3  | 3    |                  |
| 4 | ماكاو          | 3   | 0 | 0 | 3 | 1    | 51  | −50 | 0    |                  |

| تايبيه الصينية | 18–0  | ماكاو |
| -------------- | ----- | ----- |
|                | تقرير |       |

| فيتنام | 5–1   | ميانمار |
| ------ | ----- | ------- |
|        | تقرير |         |

| ماكاو | 0–21  | فيتنام |
| ----- | ----- | ------ |
|       | تقرير |        |

| ميانمار | 0–4   | تايبيه الصينية |
| ------- | ----- | -------------- |
|         | تقرير |                |

| فيتنام | 2–2   | تايبيه الصينية |
| ------ | ----- | -------------- |
|        | تقرير |                |

| ماكاو | 1–12  | ميانمار |
| ----- | ----- | ------- |
|       | تقرير |         |

### ترتيب الفرق صاحبة المركز الثالث
يتأهل أفضل فريق يحتل المركز الثالث من المجموعات الأربع إلى البطولة النهائية إلى جانب الفائزين الأربعة بالمجموعات والوصيف. ,بسبب قلة المباريات في المجموعتين (B) و(D)، لن يتم احتساب النتائج ضد الفرق التي تحتل المركز الخامس في المجموعتين (A) و(C) في تحديد ترتيب الفرق التي تحتل المركز الثالث.
| م | مج | الفريق    | لعب | ف | ت | خ | أ.له | أ.ع | أ.ف | نقاط | التأهل           |
| - | -- | --------- | --- | - | - | - | ---- | --- | --- | ---- | ---------------- |
| 1 | C  | الفلبين   | 3   | 1 | 1 | 1 | 6    | 5   | +1  | 4    | Final tournament |
| 2 | D  | ميانمار   | 3   | 1 | 0 | 2 | 13   | 10  | +3  | 3    |                  |
| 3 | B  | قرغيزستان | 3   | 1 | 0 | 2 | 7    | 18  | −11 | 3    |                  |
| 4 | A  | فلسطين    | 3   | 0 | 1 | 2 | 3    | 12  | −9  | 1    |                  |

## الهدافات
عدد الأهداف المُسجلة  212 هدفًا  في 32 مباراة، بمتوسط 6.63 هدفًا في المباراة الواحدة.
8 أهداف
- أوزبكستان مافتونا شوييموفا

5 أهداف
- أستراليا نيكيتا فازاري
- هونغ كونغ تشيونغ واي كيه
- تايلاند أريا ساديتون

4 أهداف
- البحرين أميرة سوار
- تايبيه الصينية تشين مين هوانغ
- إندونيسيا نسمة فرانسيدا روسديانا
- الفلبين كاترينا غيللو
- تايلاند داريكا بينبليون
- تايلاند جينجيرا بوبفا
- فيتنام كاثوا
- فيتنام نجوين قونغ آنه
- فيتنام نجوين ثي تو آنه
- فيتنام تران تو شوان

## الفرق المتأهلة
تأهلت الفرق التسعة التالية إلى البطولة النهائية.
| الفريق         | طريقة التأهل    | تاريخ التأهل   | الظهور في النهائيات | آخر ظهور  | أفضل آداء سابق               |
| -------------- | --------------- | -------------- | ------------------- | --------- | ---------------------------- |
| الصين          | المستضيف        | 13 سبتمبر 2024 | الثالث              | 2018      | ربع النهائي (2018)           |
| إيران          | بطل 2018        | 30 أغسطس 2024  | الثالث              | 2018      | البطل (2015, 2018)           |
| اليابان        | وصيف 2018       | 30 أغسطس 2024  | الثالث              | 2018      | الوصيف (2015, 2018)          |
| تايلاند        | بطل المجموعة A  | 17 يناير 2025  | الثالث              | 2018      | المركز الثالث (2015, 2018)   |
| البحرين        | وصيف المجموعة A | 19 يناير 2025  | الثاني              | 2018      | مرحلة المحموعات (2018)       |
| إندونيسيا      | بطل المجموعة B  | 17 يناير 2025  | الثاني              | 2018      | ربع النهائي (2018)           |
| هونغ كونغ      | وصيف المجموعة B | 17 يناير 2025  | الثالث              | 2018      | مرحلة المجموعات (2015, 2018) |
| أستراليا       | بطل المجموعة C  | 17 يناير 2025  | الأول               | غير متوفر | غير متوفر (Debut)            |
| أوزبكستان      | وصيف المجموعة C | 19 يناير 2025  | الثالث              | 2018      | ربع النهائي (2018)           |
| فيتنام         | بطل المجموعة D  | 17 يناير 2025  | الثالث              | 2018      | المركز الرابع (2018)         |
| تايبيه الصينية | وصيف المحموعة D | 17 يناير 2025  | الثاني              | 2018      | ربع النهائي (2018)           |
| الفلبين        | أفضل مركز ثالث  | 17 يناير 2025  | الأول               | غير متوفر | غير متوفر (Debut)            |